# 문화 유물주의
문화 유물주의(Cultural materialism )는 마빈 해리스(Marvin Harris)가 인류학 이론의 기원(The Rise of Anthropological Theory, 1968)이라 그의 책(이론적 패러다임과 연구전략으로서)에서 처음으로 소개한 인류학적 연구경향이다. 해리스는 인프라, 구조, 그리고 상부구조라는 3가지 요소들이 사회적 변화에 의존한다고 보았다. 해리스가 주장하는 문화 유물주의 개념은칼 막스, 엥겔스, 카르 아우구스트 비트포겔에 의해서 영향을 받았다.1979년 마빈 해리스는 사회문화적 체계의 보편적인 구조를 설명했다. 그는 인프라 (생산 및 인구), 구조(기업, 정치 조직, 계층, 계급과 같은 행동적) 및 상부 구조 (신념, 가치, 규범과 같은 정신적)를 언급했다

## 같이 보기
- 사회문화적 체계